# Irina Nariżniaki
Irina Nariżniaki, gruz. ირინა ნარიჯნიაკი (ur. 1980) – gruzińska lekkoatletka specjalizująca się w skoku o tyczce.

## Rekordy życiowe
- skok o tyczce (stadion) – 2,70 (1996) były rekord Gruzji
- skok o tyczce (hala) – 2,70 (1998) były rekord Gruzji